# ABN AMRO World Tennis Tournament 2010
ABN AMRO World Tennis Tournament 2010 — тенісний турнір, що проходив на кортах з твердим покриттям у місті Роттердам, Нідерланди з 8 лютого . Належав до категорії ATP World Tour 500, був турніром серії Rotterdam Open 2010 року.

## Фінальна частина

### Одиночний розряд
Робін Содерлінг —  Михайло Южний 6–4, 2–0 завершення_кар'єри[a]

### Парний розряд
Деніел Нестор /  Ненад Зімоньїч —  Сімон Аспелін /  Пол Генлі 6–4, 4–6, [10–7]